# Щ
Щ, щ («ща») — літера кирилиці. Присутня в українській, російській і болгарській абетках, а також в більшості кириличних абеток для неслов'янських мов.

## Історія
Сучасна кирилична літера «щ» походить від букви  («шта» або «ща») старослов'янської кириличної абетки, куди, очевидно, запозичена з ранішої глаголиці, де мала схоже накреслення . Числове значення в кирилиці відсутнє, у глаголиці означала «800». Глаголична літера, як вважається, походить від гебрайської літери שׁ («шин»), подібно схожій глаголичній і кириличній  («ша»), від якої відрізнялася лише доданням кружечка знизу (у кирилиці — вертикальної риски).
У деяких старовинних глаголичних пам'ятках літера  відсутня, її замінює буквосполучення з глаголичних літер «ш» і «т». У зв'язку з тим, що «ща» починає вживатися лише в пізніших документах, деякі дослідники (І. В. Ягич) висловлювали припущення, що в первісній глаголиці такого символа не було. Інші науковці припускають, що «ща» таки існувала в давній глаголиці і раніше, тільки мавши інше фонетичне значення: можливо, вона передавала [k'] — пом'якшений звук, що розвинувся з праслов'янського звукосполучення *tj у македонських говорах (пор. сучасне македонське ќ). Числове значення «800» також вважається пізнішим: літерою «ща» стали позначати це число після того, як вийшла з ужитку літера  («пѣ»).
У болгарських діалектах глаголична і кирилична «ща» отримала фонетичне значення št' («шть»). Надалі [t'] ствердів, і ця вимова зберігається і в болгарській літературній мові.

## Мови
| Мова       | МФА        | Примітка                                                                |
| ---------- | ---------- | ----------------------------------------------------------------------- |
| болгарська | ʃt         | глухий заясенний фрикативний + глухий ясенний проривний; два звуки [шт] |
| російська  | ɕː         | довгий глухий ясенно-твердопіднебінний фрикативний; довге м'яке [ш'ш’]  |
| українська | ʃt͡ʃ або ʃʲ | глухий заясенний фрикативний + глухий заясенний африкат; два звуки [шч] |

## Українська мова
- 30-та літера української абетки. В українській мові позначає сполучення шумного глухого фрикативного передньоязикового приголосного «ш» та глухого передньоязикового африката «ч» [шч] (МФА /ʃʧ/)

- Наприклад: щука [шчука], щось [шчос'], борщ [боршч], ласощі [лас°ошч’ і].
- У деяких діалектах, особливо південих та східний, звук /ʃʧ/ часто спрощується до /ʃʲ/, а іноді до /ɕ/

### Походження букви
В українській мові літера «щ» може мати різне походження:
- У більшості випадків «щ» походить від праслов'янського сполучення *šč. До слів такого походження, зокрема, належать щит (прасл. *ščitъ), щеня (прасл. *ščenę), щадити (прасл. *ščęditi). Праслов'янське *šč утворилося з ранішого сполучення *sk внаслідок першої палаталізації: *ščitъ < *skei̯tъ < *skei̯tǔs; *ščenę < *skenę < *skenent; *ščęditi < *skęditi < *skenditi[3]. Давнє сполучення *sk зберігалося без палаталізації, якщо між *s і *k знаходився редукований *ь, наприклад, у словах прізвисько, збіговисько. При цьому паралельно можуть існувати і палаталізовані форми (прізвище, збіговище).
- У низці випадків «щ» походить від праслов'янського *stj, *sti̯, наприклад, у словах  борщ, хвощ, теща (прасл. *bъr̥tjь, *xvostjь, *tьsti̯a). Звук *šč утворився внаслідок пом'якшення *st перед *j (йотації)[4][3]. Таке ж походження «щ» у закінченнях множини слів веселощі, любощі, ласощі, солодощі тощо.
- Сполучення «щ» також може походити з праслов'янського звукосполучення *sъč, у якому початковий *s після занепаду редукованого *ъ уподібнився наступному глухому заясенному африкату *č і перейшов у глухий заясенний фрикативний š. До таких слів належать щастя (прасл. *sъčęstьje, д.-рус. съчѧстиѥ, съчастиѥ), застаріле щитати (прасл. *sъčьtati, д.-рус. съчьтати)[3].
- Аналогічним чином «щ» утворювався і зі сполучення *čьt, наприклад, у слові що, де після занепаду редукованого *ь воно перетворилося на šč (прасл. *čьto, д.-рус. чьто). Втім, існує версія, згідно з якою укр. що походить від прасл. *čьso, *česo — форми родового відмінка *čьto[3].
- Одиничні випадки переходу в «щ» ранішого «ш», наприклад горщик — від д.-рус. горшькъ[4], щогла — від д.-рус. шьгла[3].
- У слові «дощ» прикінцеве «щ» походить з ранішого «ждь» (д.-рус. дъждь, прасл. *dъždžь — з ранішого *dъzdjь[5] або *dъzgjь[6]. У деяких слов'янських мовах збереглося питоме звукосполучення: біл. дождж, рос. дождь (вимовляється як [дошшь], стара норма [дожжь]), болг. дъжд.
- Літера «щ» трапляється і в запозиченнях з інших мов. Насамперед, це церковнослов'янізми (плащ, священик, прапорщик, праща), де південнослов'янському «щ» відповідає східнослов'янське «ч» (пор. укр. свячений), а також запозичення з інших слов'янських мов, наприклад, Польща походить від ст.-пол. w Polszcze («у Польщі») — архаїчної форми місцевого відмінка хороніма Polska, де перехід sk > šč також пояснюється ефектом першої палаталізації. Рідше трапляється «щ» у запозиченнях з інших мов (наприклад, крещендо).

## В інших абетках

### Російська мова
У російській мові літературним читанням «щ» вважається [ш'ш’], тобто довге м'яке [ш], але трапляються діалектні варіанти [ш’] і [шʼчʼ]. З огляду на те, що російське «щ» читається м'яко, а українське «щ» твердо, це відбивається і на транслітерації російських назв і прізвищ. Наприклад, рос. Хрущёв (вимовляється [xrʊˈɕːɵf], приблизно як Хрушшьоф) українською передається як Хрущов [xruˈʃt͡ʃɔu̯].

### Болгарська мова
У болгарській мові «щ» передає сполучення глухого заясенного фрикативного [ʃ] з глухим ясенним проривним [t] (тобто [шт]). У давньоболгарській сполучення було м'яким («тьшь»), надалі ствердівши. Саме південнослов'янським читанням літери пояснюється те, що у старослов'янських кириличних і глаголичних пам'ятках замість «щ» вживалося буквосполучення «шт».

### Інші мови
- У білоруській абетці ця буква відсутня, її замінює сполучення «шч».
- У сербській абетці скасована реформою Вука Караджича, бувши заміненою на «ћ» або «шћ» (відповідно до вимови).
- У македонській абетці ця буква відсутня, її замінює сполучення «шт».

## У техніці та культурі
- Паровоз Щ — серія паровозів типу 1-4-0, що випускалася в Російській імперії та Радянській Росії з 1906 по 1918 рік
- Підводні човни Щ («Щука») — тип радянських дизель-електричних підводних човнів, побудованих у 1933—1945 рр.
- «Щ-854» — авторська назва оповідання (або повісті) О. І. Солженіцина «Один день Івана Денисовича»
- Князь Щ. — другорядний персонаж роману Ф. М. Достоєвського «Ідіот»

## Таблиця кодів
| Кодування    | Регістр | Десятковий код | 16-ковий код | Вісімковий код | Двійковий код     |
| ------------ | ------- | -------------- | ------------ | -------------- | ----------------- |
| Юнікод       | Велика  | 1065           | 0429         | 002051         | 00000100 00101001 |
| Юнікод       | Мала    | 1097           | 0449         | 002111         | 00000100 01001001 |
| ISO 8859-5   | Велика  | 201            | C9           | 311            | 11001001          |
| ISO 8859-5   | Мала    | 233            | E9           | 351            | 11101001          |
| KOI 8        | Велика  | 253            | FD           | 375            | 11111101          |
| KOI 8        | Мала    | 221            | DD           | 335            | 11011101          |
| Windows 1251 | Велика  | 217            | D9           | 331            | 11011001          |
| Windows 1251 | Мала    | 249            | F9           | 371            | 11111001          |

## Інші відповідники
- білоруська абетка — шч
- сербська абетка — ћ, шћ
- польська — szcz
- литовська — šč